# (5039) Rosenkavalier
(5039) Rosenkavalier ist ein Asteroid des Hauptgürtels, der am 11. April 1967 vom deutschen Astronomen Freimut Börngen an der Thüringer Landessternwarte Tautenburg (IAU-Code 033) in Thüringen entdeckt wurde.
Der Asteroid gehört zur Eos-Familie, einer Gruppe von Asteroiden, welche typischerweise große Halbachsen von 2,95 bis 3,1 AE aufweisen, nach innen begrenzt von der Kirkwoodlücke der 7:3-Resonanz mit Jupiter, sowie Bahnneigungen zwischen 8° und 12°. Die Gruppe ist nach dem Asteroiden (221) Eos benannt. Es wird vermutet, dass die Familie vor mehr als einer Milliarde Jahren durch eine Kollision entstanden ist.
(5039) Rosenkavalier wurde benannt nach der Oper Der Rosenkavalier von Richard Strauss, die am 26. Januar 1911 in der Dresdner Semperoper uraufgeführt wurde.